# کیم سانگ جونگ
کیم سانگ جونگ (به کره‌ای: 김상중 به انگلیسی: Kim Sang-joong) (زاده ۶ اوت در ۱۹۶۵ - سئول) بازیگر در کره جنوبی است که در رفقای بد: سلطنت هرج و مرج و شکارچی شهر به ایفا نقش پرداخته است.